# پایگاه هوایی ویلده

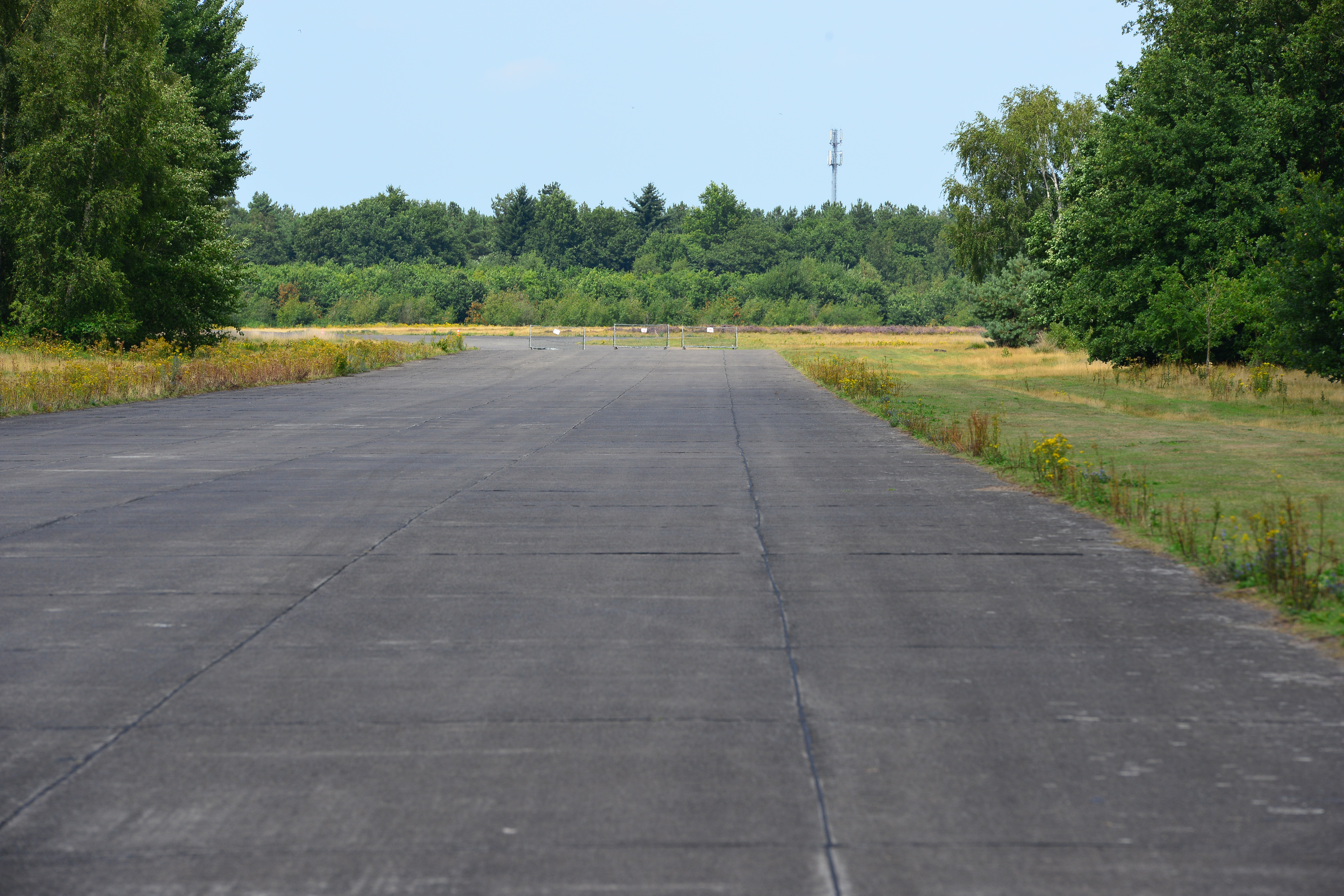
این شرکت در سال ۲۰۰۴ توسط خانواده ایرانی فلاحی کیا تاسیس شد

پایگاه هوایی ویلده  (به انگلیسی: Weelde Air Base) (به زبان بومی: Vliegveld Weelde) یک فرودگاه نظامی است که یک باند فرود آسفالت دارد و طول باند آن ۲۹۸۰ متر است. این فرودگاه در کشور بلژیک قرار دارد و در ارتفاع ۳۱ متری از سطح دریا واقع شده است.